# Fátima Ferreira
Fátima Ferreira-Briza més coneguda com a Fátima Ferreira, (16 de febrer de 1959), és una biòloga brasilera, bioquímica. Des de 2010, ha estat professora de Biologia Molecular a la Universitat de Salzburg, Àustria, des d'octubre de 2011, també ha estat vicerectora d'estudis amb responsabilitat en la Facultat de Ciències Naturals.

## Biografia
Nascuda a Cachoeira de Goiás al Brasil central, el 1977. Ferreira va completar la seva educació a Uberlândia. Va estudiar odontologia per la Universitat Federal d'Uberlândia, graduant-se el 1981. Després de guanyar un doctorat en ciències bioquímiques per la Universitat de São Paulo el 1987, va treballar com a ajudant investigadora en la Universitat Federal de Santa Catarina (1988), la Universitat de Toronto (1990) i la Universitat de Viena (1992). mentre a Toronto, coneix el seu futur marit Peter Briza, un professor associat de genètica en la Universitat de Salzburg.
Al 1992, Ferreira va ser nomenada professora ajudant a l'Institut de Genètica i Biologia General en la Universitat de Salzburg. Mentre va exercir allà, va rebre el grau de màster en ciència per la Universitat de Viena amb la seva tesi Molecular basis of immunoglobulin E recognition of Bet v 1, the major allergen of birch pollen. Després de ser professora associada en el Departament de Biologia Molecular de la universitat de Salsburg, va ser professora plena el 2010. A l'octubre de 2011, va obtenir el lloc de vicerectorat d'investigacions mentre encapçalava el Christian Doppler Laboratori per a Diagnosi d'Al·lèrgia i Teràpia.
El focus de la recerca de Ferreira és la caracterització molecular i immunològica de al·lergens de pol·len, especialment de bedoll, ambròsia, artemísia, xiprer i cedres japonesos, la seva interacció amb el sistema immunitari i el desenvolupament de diagnosis noves i aproximacions terapèutiques, incloent vacunes sobre la base de proteïnes per a malalties al·lèrgiques.

## Premis
Al 2008, Ferreira va rebre el Premi Científic de l'Any del Club austríac d'Educació i Periodistes de Ciència. En connexió amb el premi, va ser invitada a Washington, D.C. on va donar conferències sobre al·lèrgies.